# Chris Morris (cestista)
Christopher Vernard Morris, detto Chris (Atlanta, 20 gennaio 1966), è un ex cestista statunitense, professionista nella NBA, in Grecia, nelle Filippine e in Venezuela.

## Carriera
È stato selezionato dai New Jersey Nets al primo giro del Draft NBA 1988 (4ª scelta assoluta).

## Statistiche

### College
| Anno      | Squadra       | PG  | PT | MP   | TC%  | 3P%  | TL%  | RP  | AP  | PRP | SP  | PP   |
| --------- | ------------- | --- | -- | ---- | ---- | ---- | ---- | --- | --- | --- | --- | ---- |
| 1984-1985 | Auburn Tigers | 34  | -  | 30,4 | 47,7 | -    | 62,0 | 5,0 | 1,7 | 1,3 | 1,3 | 10,4 |
| 1985-1986 | Auburn Tigers | 33  | 33 | 31,0 | 50,0 | -    | 67,0 | 5,2 | 1,9 | 1,5 | 0,7 | 9,8  |
| 1986-1987 | Auburn Tigers | 31  | 31 | 31,8 | 55,9 | 33,3 | 71,1 | 7,3 | 2,6 | 1,5 | 1,1 | 13,5 |
| 1987-1988 | Auburn Tigers | 30  | -  | 33,9 | 48,1 | 34,0 | 79,5 | 9,8 | 2,7 | 1,7 | 1,3 | 20,7 |
| Carriera  | Carriera      | 128 | 64 | 31,7 | 50,1 | 33,9 | 71,2 | 6,7 | 2,2 | 1,5 | 1,1 | 13,4 |

### NBA

#### Regular Season
| Anno      | Squadra      | PG  | PT  | MP   | TC%  | 3P%  | TL%  | RP  | AP  | PRP | SP  | PP   |
| --------- | ------------ | --- | --- | ---- | ---- | ---- | ---- | --- | --- | --- | --- | ---- |
| 1988-1989 | N.J. Nets    | 76  | 48  | 27,6 | 45,7 | 36,6 | 71,7 | 5,2 | 1,6 | 1,3 | 0,8 | 14,1 |
| 1989-1990 | N.J. Nets    | 80  | 76  | 30,6 | 42,2 | 31,6 | 72,2 | 5,3 | 1,8 | 1,6 | 1,0 | 14,8 |
| 1990-1991 | N.J. Nets    | 79  | 68  | 32,3 | 42,5 | 25,1 | 73,4 | 6,6 | 2,8 | 1,7 | 1,2 | 13,2 |
| 1991-1992 | N.J. Nets    | 77  | 74  | 31,1 | 47,7 | 20,0 | 71,4 | 6,4 | 2,6 | 1,7 | 1,1 | 11,4 |
| 1992-1993 | N.J. Nets    | 77  | 57  | 29,9 | 48,1 | 22,4 | 79,4 | 5,9 | 1,4 | 1,9 | 0,7 | 14,1 |
| 1993-1994 | N.J. Nets    | 50  | 27  | 27,0 | 44,7 | 36,1 | 72,0 | 4,6 | 1,7 | 1,1 | 1,0 | 10,9 |
| 1994-1995 | N.J. Nets    | 71  | 49  | 30,0 | 41,0 | 33,4 | 72,8 | 5,7 | 2,1 | 1,2 | 0,7 | 13,4 |
| 1995-1996 | Utah Jazz    | 66  | 33  | 21,6 | 43,7 | 32,0 | 77,2 | 3,5 | 1,2 | 1,0 | 0,3 | 10,5 |
| 1996-1997 | Utah Jazz    | 73  | 1   | 13,4 | 40,8 | 27,4 | 72,2 | 2,2 | 0,6 | 0,4 | 0,3 | 4,3  |
| 1997-1998 | Utah Jazz    | 54  | 1   | 10,0 | 41,1 | 30,6 | 72,1 | 2,1 | 0,4 | 0,5 | 0,3 | 4,3  |
| 1998-1999 | Phoenix Suns | 44  | 2   | 12,2 | 43,0 | 28,6 | 87,0 | 2,8 | 0,5 | 0,4 | 0,3 | 4,2  |
| Carriera  | Carriera     | 747 | 436 | 25,1 | 44,1 | 30,6 | 73,9 | 4,7 | 1,6 | 1,2 | 0,7 | 11,0 |

#### Playoffs
| Anno     | Squadra      | PG | PT | MP   | TC%  | 3P%  | TL%  | RP  | AP  | PRP | SP  | PP   |
| -------- | ------------ | -- | -- | ---- | ---- | ---- | ---- | --- | --- | --- | --- | ---- |
| 1992     | N.J. Nets    | 4  | 4  | 33,8 | 55,2 | 40,0 | 77,8 | 5,0 | 1,3 | 1,8 | 1,8 | 18,8 |
| 1993     | N.J. Nets    | 5  | 4  | 32,6 | 55,7 | 37,5 | 91,7 | 6,4 | 1,4 | 1,6 | 1,2 | 17,0 |
| 1994     | N.J. Nets    | 4  | 3  | 24,5 | 27,9 | 15,0 | 100  | 5,5 | 1,8 | 1,3 | 1,3 | 9,3  |
| 1996     | Utah Jazz    | 18 | 13 | 17,8 | 42,5 | 27,0 | 75,0 | 3,9 | 1,1 | 0,7 | 0,4 | 6,2  |
| 1997     | Utah Jazz    | 20 | 0  | 8,8  | 40,0 | 32,0 | 60,0 | 1,6 | 0,3 | 0,4 | 0,2 | 2,9  |
| 1998     | Utah Jazz    | 17 | 0  | 14,1 | 40,6 | 30,4 | 70,0 | 2,8 | 0,6 | 0,3 | 0,2 | 4,5  |
| 1999     | Phoenix Suns | 1  | 0  | 10,0 | 100  | 100  | 0,0  | 1,0 | 0,0 | 0,0 | 0,0 | 5,0  |
| Carriera | Carriera     | 69 | 24 | 16,6 | 44,5 | 29,5 | 75,0 | 3,2 | 0,8 | 0,7 | 0,5 | 6,5  |

## Palmarès
- NBA All-Rookie Second Team (1989)